# 2454 Olaus Magnus
2454 Olaus Magnus eller 1941 SS är en asteroid i huvudbältet som upptäcktes den 21 september 1941 av den finske astronomen Yrjö Väisälä vid Storheikkilä observatorium. Den är uppkallad efter den svenske prästen Olaus Magnus.
Asteroiden har en diameter på ungefär 4 kilometer och den tillhör asteroidgruppen Matterania.